# 바렛 식도
바렛 식도(영어: Barret esophagus)는 정상적으로는 중층편평상피로 이루어진 식도 하부 점막에 화생이 일어나, 보통 작은창자·큰창자에만 존재하는 술잔세포가 있는 단층원주상피로 비정상적으로 변화한 상태이다. 이 변화는 종종 치명적인 암인 식도 선암종으로의 추가 전이의 높은 발병률과 관련이 있기 때문에 전암 상태로 간주된다.
바렛 식도의 주요 원인은 역류성 식도염으로 인한 만성 위산 노출에 대한 적응으로 생각된다. 바렛 식도는 내시경 검사 로 진단된다. 하부 식도를 직접 검사하여 이 상태의 특징적인 모습을 관찰한다. 생검에서 얻은 환부 조직의 현미경 검사가 뒤따른다. 바렛 식도의 세포는 비이형성, 저등급 이형성, 고급 이형성 및 단순 암종의 4가지 범주로 분류된다. 고도의 이형성증과 선암의 초기 단계는 내시경 절제술이나 고주파 절제술로 치료할 수 있다. 선암의 후기 단계는 외과적 절제 또는 완화 로 치료할 수 있다. 이형성이 없거나 저등급 이형성이 있는 환자는 내시경을 통한 연간 관찰 또는 고주파 절제 치료로 관리한다. 고등급 이형성증에서 암 발병 위험은 환자 1년당 10% 이상일 수 있다.
식도 선암의 발병률은 최근 몇 년 동안 서구 세계에서 상당히 증가했다. 이 상태는 속쓰림( 위식도 역류 질환)으로 치료를 받는 환자의 5-15%에서 발견되지만 바렛 식도 환자의 많은 하위 그룹은 무증상이다. 이 상태는 원래 1946년 Philip Rowland Allison이 설명했지만 외과의사 노먼 바렛 (1903 – 1979)의 이름을 따서 명명되었다.

## 징후 및 증상
정상 세포에서 전암 세포로의 변화는 바렛 식도가 특별한 증상을 일으키지 않는다는 것을 나타낸다. 그러나 바렛 식도는 다음 증상과 관련이 있다.
- 빈번하고 오래 지속되는 속쓰림
- 연하 곤란( 삼킴곤란 )
- 토혈( 토혈 )
- 식도와 위가 만나는 흉골 아래 통증
- 먹는 것이 고통스러워 의도하지 않은 체중 감소( 연하통 )

## 병태생리학
바렛 식도는 만성 염증으로 인해 발생한다. 만성 염증의 주요 원인은 위식도 역류 질환, GERD이다. 이 질병에서 산성 위, 담즙, 소장 및 췌장 내용물은 하부 식도의 세포에 손상을 일으킨다. 차례로, 이것은 이러한 유해 자극, 특히 말단(장) 특성을 특징으로 하고 정상 편평 세포를 능가하는 HOXA13- 발현 줄기 세포에 더 내성이 있는 세포에 대한 이점을 유발한다.
이 메커니즘은 또한 발암 과정에서 HER2/neu (ERBB2라고도 함)와 과발현(계통 중독) 암세포의 선택과 트라스투주맙 ( 허셉틴 )을 사용한 Her-2 수용체에 대한 표적 요법의 효능을 설명한다.

## 진단

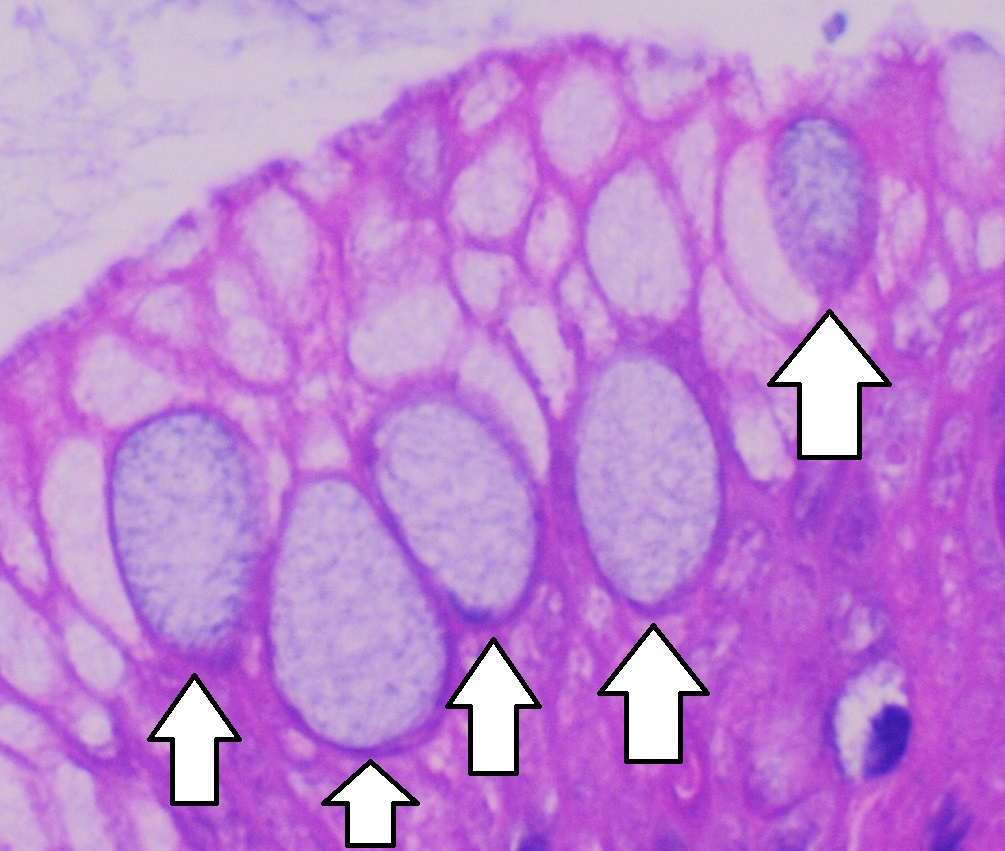
불완전한 바렛 식도에는 foveolar 세포와 goblet 세포가 모두 있으며, 후자(화살표로 표시)는 일반적으로 H&E 염색에서 foveolar 세포의 정점 세포질과 비교하여 약간 푸르스름한 색을 띠고 있다. 잔 세포의 간헐적이지만 특정한 징후는 초승달 모양의 핵이다(가운데에서 볼 수 있음).

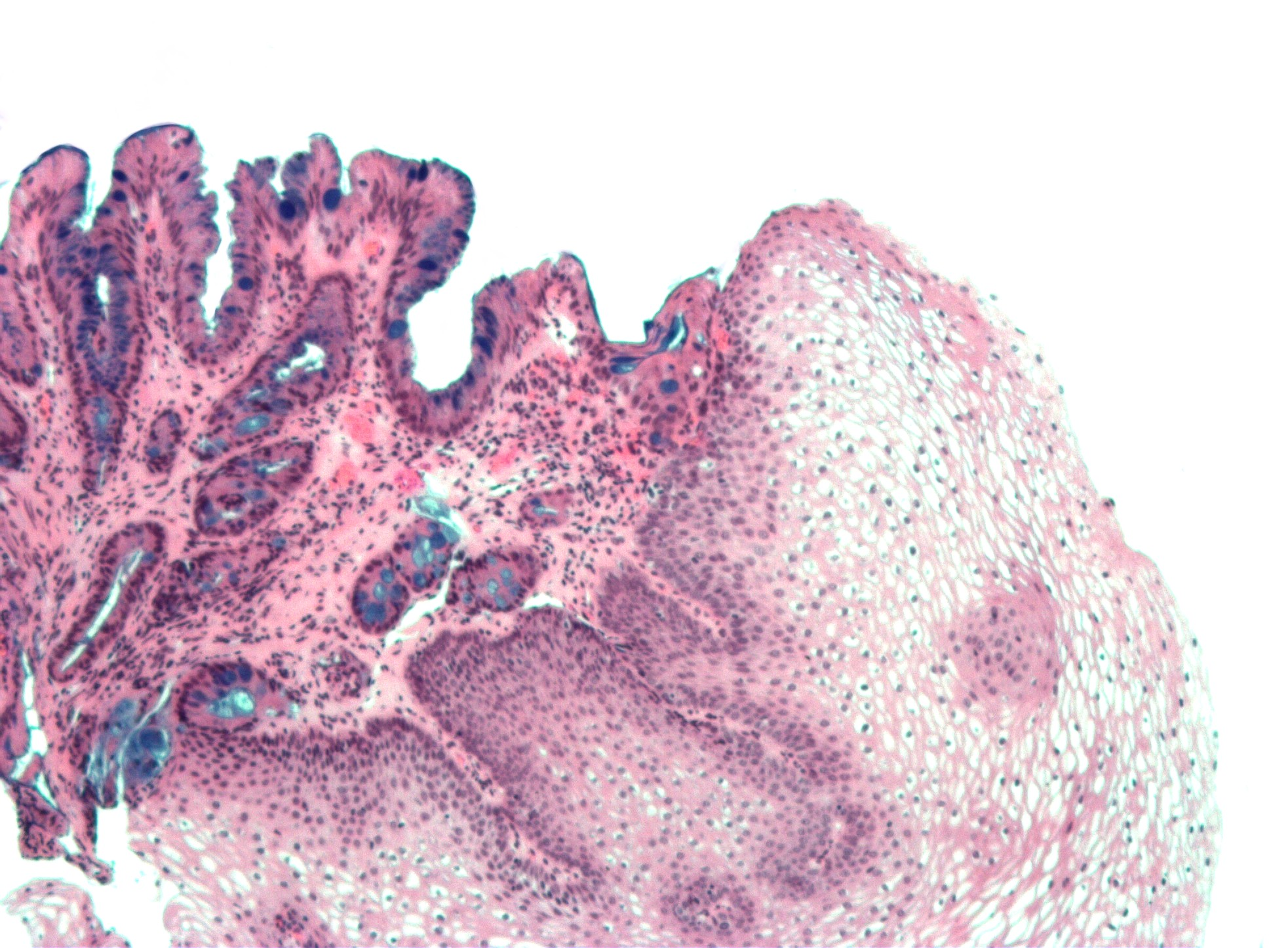
바렛 식도 - 잔 세포가 있는 원주 상피 - 이미지의 왼쪽을 보여주는 현미경 사진; 및 이미지 오른쪽의 정상 중층 편평 상피 Alcian blue stain

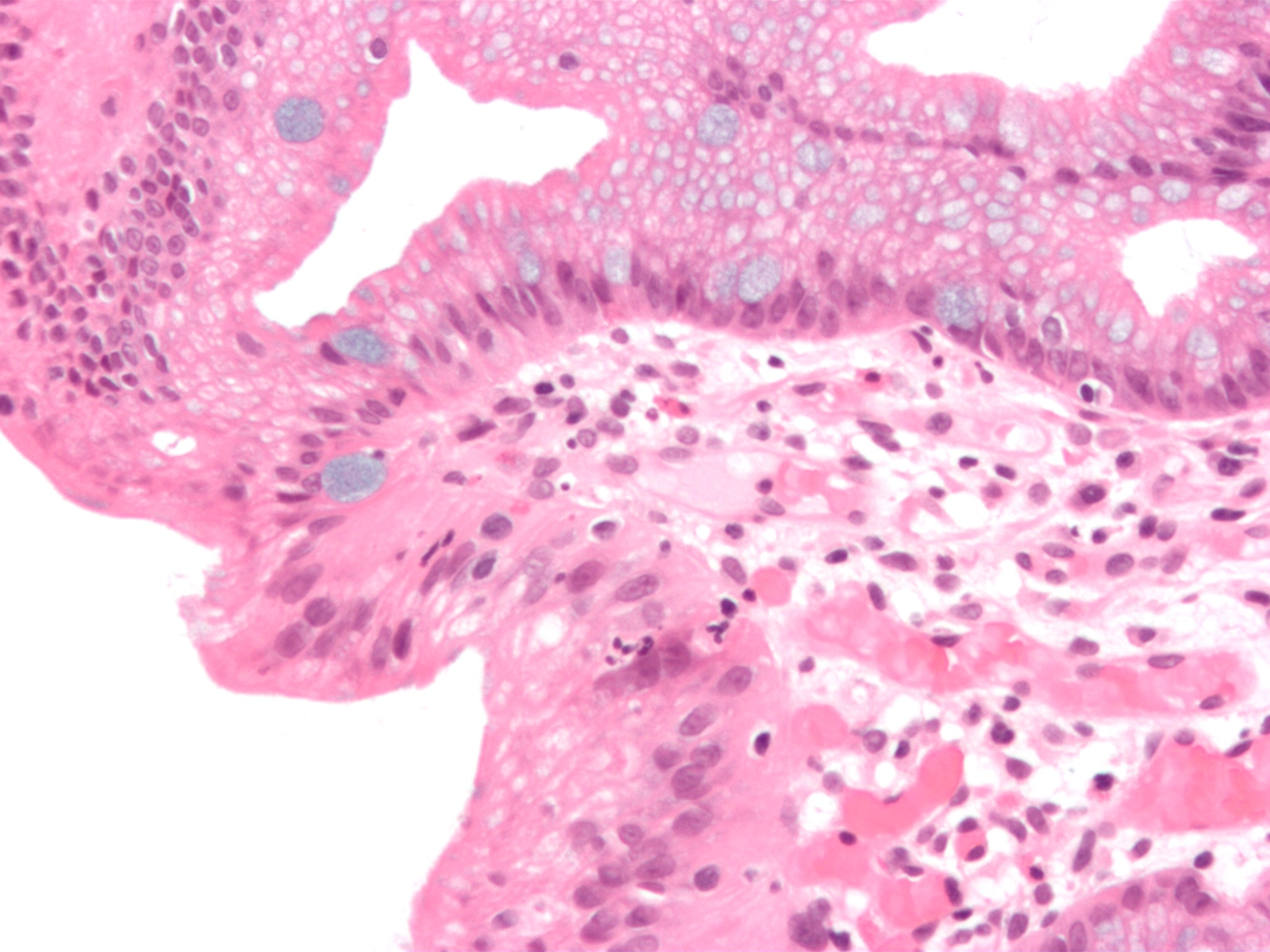
특징적인 술잔 세포, 식도의 고배율 현미경 사진

## 관리
바렛 식도를 가진 많은 사람들은 이형성증이 없다. 의사회에서는 환자가 바렛식도를 가지고 있고 과거 2회의 내시경 및 생검 검사에서 이형성증이 없는 것으로 확인된 경우 환자는 3년 이내에 다른 내시경 검사를 받지 않아야 한다고 권장한다.
바렛식도가 있는 사람에 대한 내시경적 감시가 종종 권장되지만 이 관행을 뒷받침하는 직접적인 증거는 거의 없다. 고도 이형성증에 대한 치료 옵션에는 외과적 식도 제거( 식도 절제술 ) 또는 내시경 점막 절제 또는 절제(파괴)와 같은 내시경 치료가 포함된다.